# Dəkkəoba
Dəkkəoba è un comune dell'Azerbaigian situato nel distretto di Zərdab. Conta una popolazione di 1.191 abitanti.